# ويليام جاي دوبسون
ويليام جاي دوبسون (بالإنجليزية: William J. Dobson)‏ هو مؤلف وصحفي أمريكي، ولد في 2 مارس 1973 في نورث كينغستاون في الولايات المتحدة.